# 第七代普倫基特男爵帕特里克·普倫基特
第七代普倫基特男爵帕特里克·特倫斯·威廉·斯潘·普倫基特 KCVO（1923年9月8日—1975年5月28日）是一名英國貴族，曾擔任英女王伊莉莎白二世的王室侍從武官和副內廷大臣。

## 生平
帕特里克出生於一個傳統盎格魯愛爾蘭貴族家庭，是第六代普倫基特男爵特倫斯·普倫基特和妻子多蘿西·梅布爾·劉易斯的長子。生母多蘿西曾與傑克·巴納托上校結婚，並在第一任丈夫於第一次世界大戰戰死後與男爵再婚。
他的父母二人在1938年因空難去世，作為長子的帕特里克隨即繼承了父親所擁有的普倫基特男爵爵位；他和弟弟們其後由姑母海倫·羅茲和丈夫撫養長大。帕特里克曾就讀於伊頓公學，在畢業後加入了愛爾蘭衛隊。

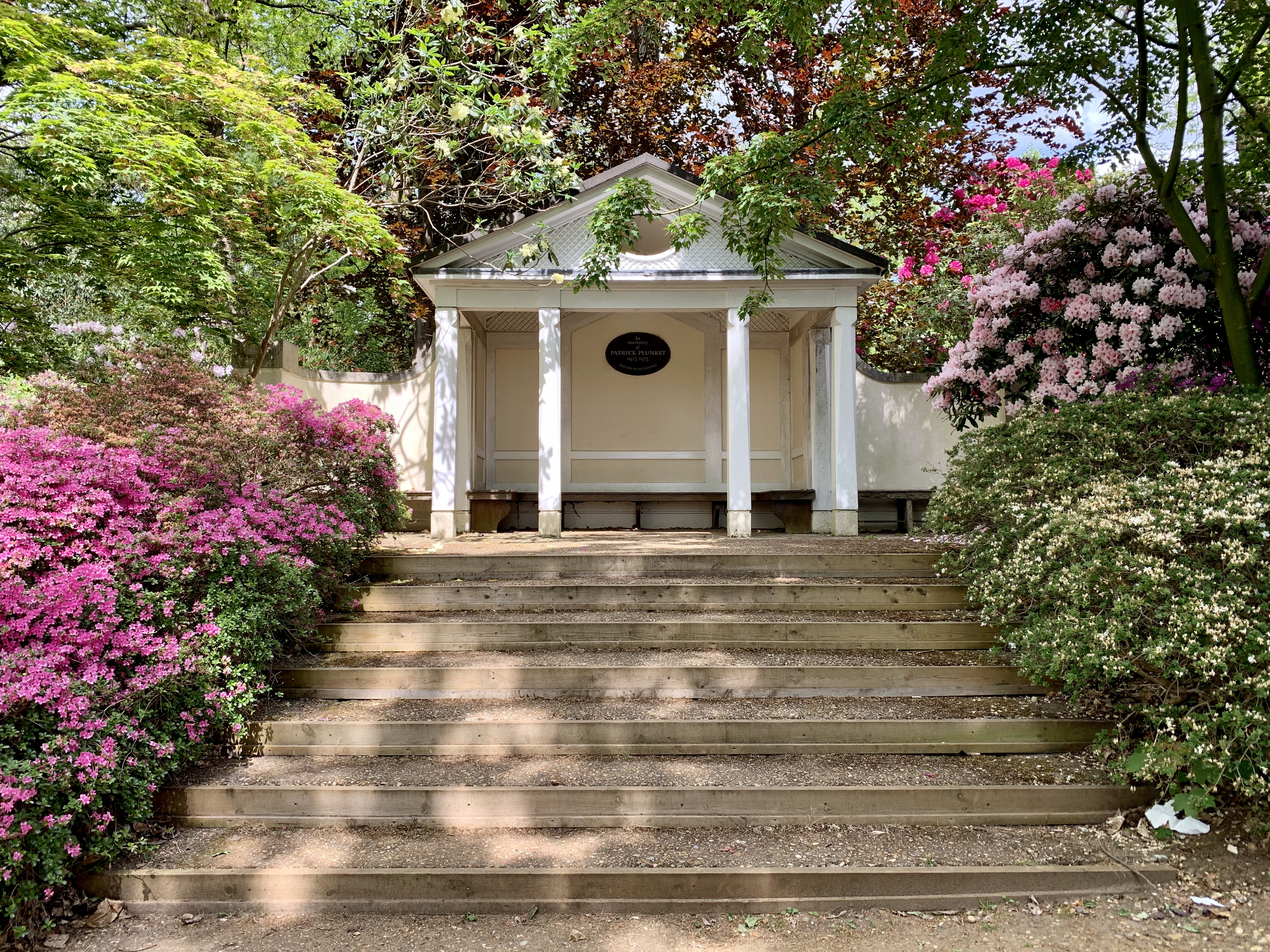
英女王伊莉莎白二世為帕特里克在溫莎大公園建造的紀念亭。

帕特里克曾自1948年起短暫擔任英王喬治六世的王室侍從武官，並在喬治六世駕崩後獲任命為英女王伊莉莎白二世的王室侍從武官。他其後在1954年出任副內廷大臣一職，實際上掌控王室內廷的日常運作，更曾擔任林利子爵大衛·阿姆斯壯-瓊斯（後襲爵為第二代史諾登伯爵）的教父。
他於1950年10月3日晉升至上尉軍銜，並在1957年9月8日獲擢升為少校軍階，後在1969年4月8日再被晉升為中校。他在1955年新年授勳獲授予皇家維多利亞員佐勳章，並於1974年新年授勳被賜予皇家維多利亞爵級騎士勳章。
帕特里克在鋼琴、舞蹈和藝術等方面均頗有造詣，會對女王的收藏品提供意見，且曾擔任華勒斯典藏館和英國國家藝術基金會的信托人。

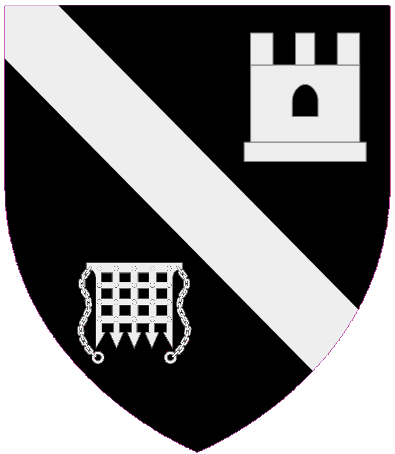
普倫基特男爵紋章，以「忙而不亂（Festina Lente）」為銘言。

1975年5月28日，帕特里克因癌症病逝，終身未婚，爵位則由弟弟羅賓·普倫基特繼承。英女王伊莉莎白二世破例出席了在皇家教堂舉行的葬禮和在衛兵教堂舉行的追悼會。他的遺體入葬於位於溫莎家庭公園內、安葬王室成員的浮若閣摩爾皇家墓園；女王更為其在溫莎大公園建造了一個紀念亭。